# Parincea
Parincea est une commune roumaine située dans le județ de Bacău.